# Salungarna, Brändö
Salungarna är en grupp skär i Ålands skärgård och Skärgårdshavet. Den hör till byn Lappo i Brändö kommun och består av fyra större skär och ett antal mindre kobbar och klippor, däribland Kobbarna. 
De större skären är 
- Höga Salungen, 2,7 hektar, största längd 260 meter i nord–sydlig riktning,
- Låga Salungen, 1,8 hektar, 170 meter i sydväst–nordöstlig riktning,
- Stora Salungen, 3,2 hektar, 370 meter i öst–västlig riktning, och
- Salungsrevet, 2,5 hektar, 260 meter i nord–sydlig riktning.[1]

Salungarna bildar tillsammans med två andra skärgrupper i närheten, Blåskär och Stora Bredgrund, ett naturreservat, kallat Blåskären-Salungarna-Stora Bredgrundet naturreservat. Det tillkom 1980 med syftet att skydda landskapsbilden samt växtlivet och djurlivet. I Salungarna omfattar reservatet de fyra skären samt vattnet 200 meter utanför strandlinjen. De mindre kobbarna ingår inte. Marken ägs av landskapet Åland.
Sedan 2016 utgör naturreservatet ett Natura 2000-område. Det beskrivs som ”öar i extrem ytterskärgård” och anges ha betydelse för fågellivet och vara skyddsvärt på grund av gråsäl. Arealen är 275 hektar.

## Bilder från Salungarna

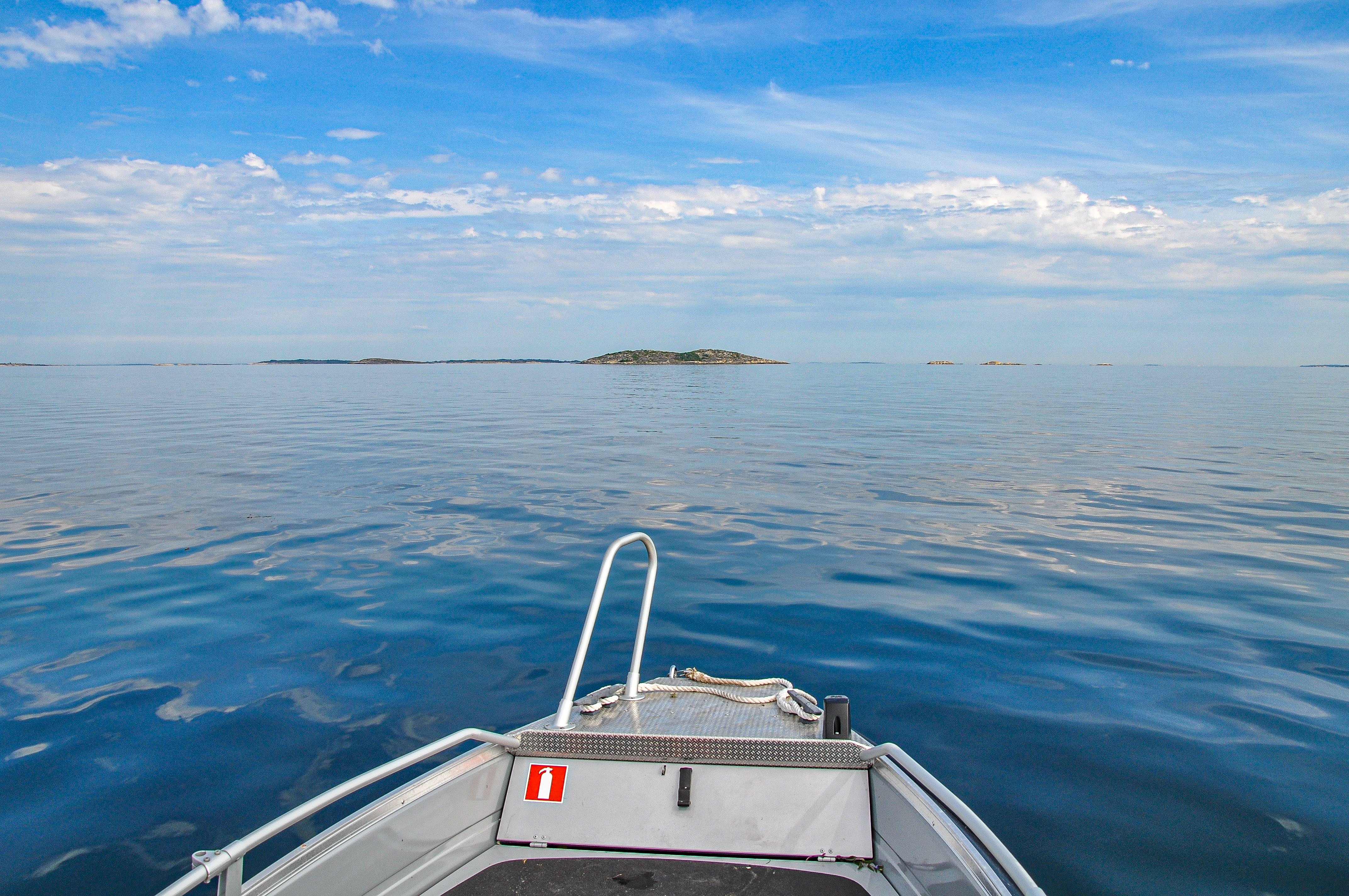
Från sjön.
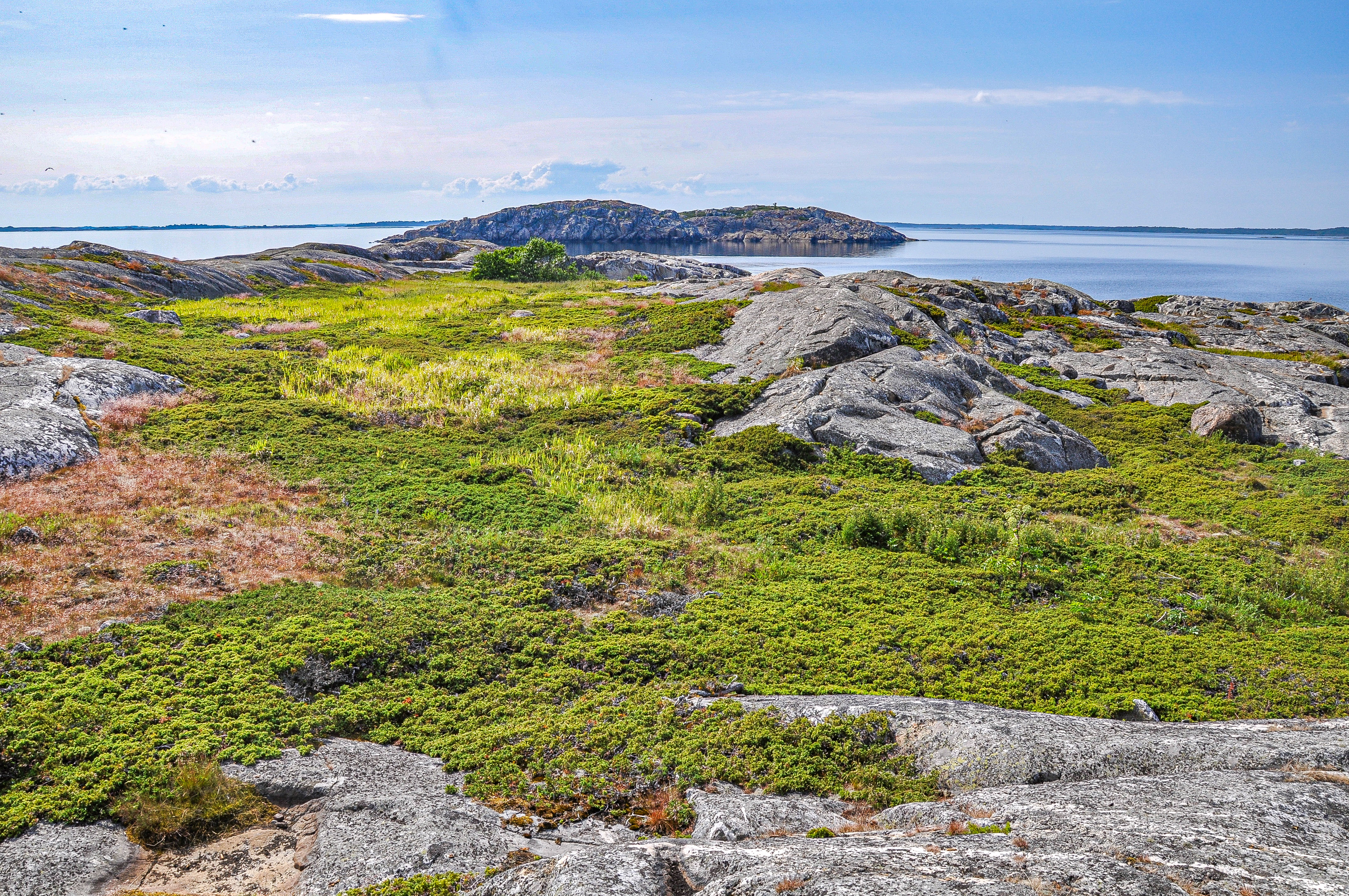
Vy mot väster.
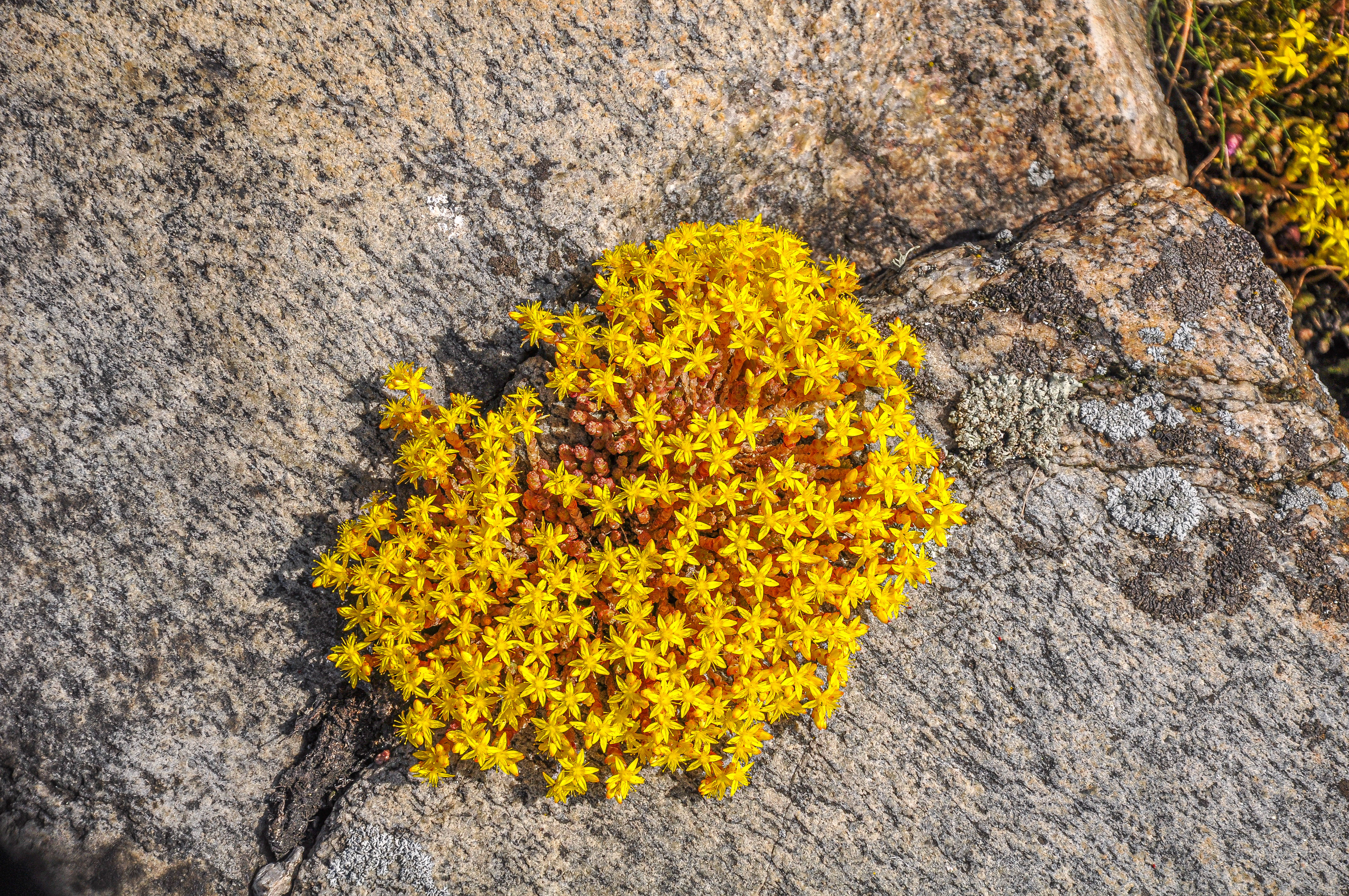
Gul fetknopp.
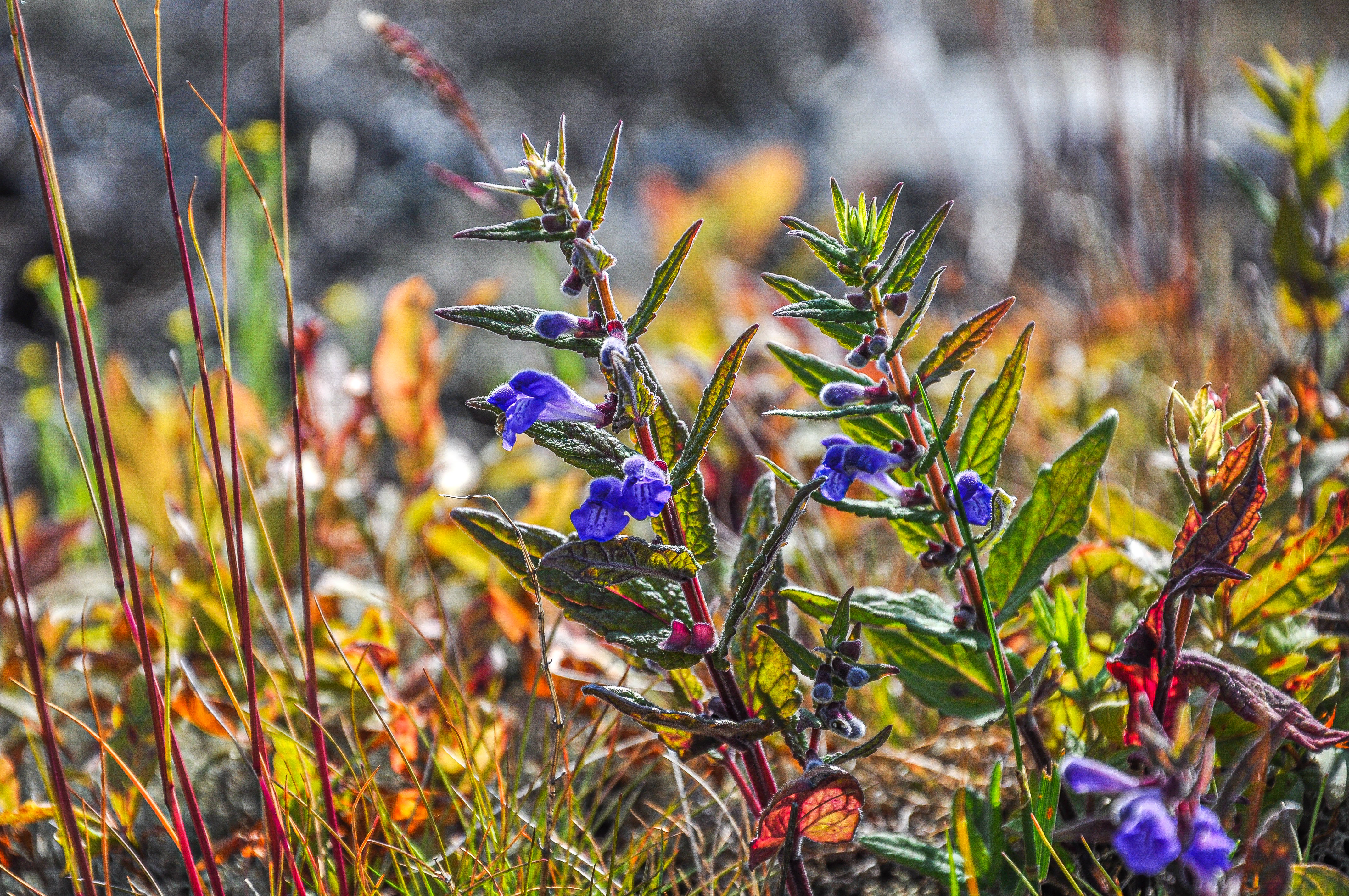
Frossört.